# Jean d’Abbeville
Jean d’Abbeville (ur. 1180 w Abbeville, zm. 28 września 1237 w Rzymie) – francuski kardynał, teolog i legat papieski. Często przypisywane mu jest nazwisko Halgrin, jednak nie ma to najmniejszego potwierdzenia w źródłach współczesnych; pierwsza wzmianka o jego przynależności do tej rodziny pochodzi dopiero z drugiej połowy XVI wieku.

## Życiorys
Studiował na Uniwersytecie w Paryżu, gdzie poznał Ugolino di Segni, przyszłego papieża Grzegorza IX. Następnie przyjął święcenia kapłańskie i został profesorem teologii na paryskim uniwersytecie. W 1217 został dziekanem kapituły w Amiens, a w 1225 arcybiskupem Besançon. W grudniu 1226 promowano go na łacińskiego patriarchę Konstantynopola, ale z uwagi na stan zdrowia odmówił przyjęcia tej nominacji.
18 września 1227 papież Grzegorz IX mianował go kardynałem biskupem Sabiny i wezwał go do Rzymu do pracy w kurii papieskiej. Sygnował bulle papieskie wydane między 23 września 1227 a 25 sierpnia 1237. 1228–1230 był legatem papieskim w Hiszpanii, gdzie nawoływał do krucjaty i przewodniczył synodowi w Lerida. Następnie negocjował pokój między Grzegorzem IX a cesarzem Fryderykiem II. Od 1230 roku prawdopodobnie sprawował urząd dziekana Kolegium Kardynałów, jako najstarszy (licząc od daty nominacji) kardynał biskup po śmierci kardynała Pelagio z Albano.
Był autorem zbioru kazań. Zmarł w Rzymie po długiej i ciężkiej chorobie.